# Sedum morganianum
Sedum morganianum is een plantensoort uit de vetplantenfamilie Crassulaceae, afkomstig uit het zuiden van Mexico en Honduras. Het is een vaste plant die achterblijvende stengels produceert tot 60 cm lang, met vlezige blauwgroene bladeren en eind roze tot rode bloemen in de zomer.

## Kenmerken
De soort groeit als kale, meerjarige plant en vormt lange, hangende en glaucous groen gekleurde scheuten. De bladeren staan dicht bij elkaar in 5 spiraalvormige rijen. Ze zijn langwerpig, lancetvormig of elliptisch van vorm en hebben een punt. Het lemmet is bijna rond tot bijna bolvormig. Ze zijn 15 tot 30 millimeter lang en 5 tot 8 millimeter dik. Bloeiende scheuten zijn hangend gerangschikt.
De bloemen staan op een lange steel. De brede kelkbladen zijn versmolten en komen samen in een driehoekige vorm. Ze zijn 5 tot 9 millimeter lang.